# Lukanka

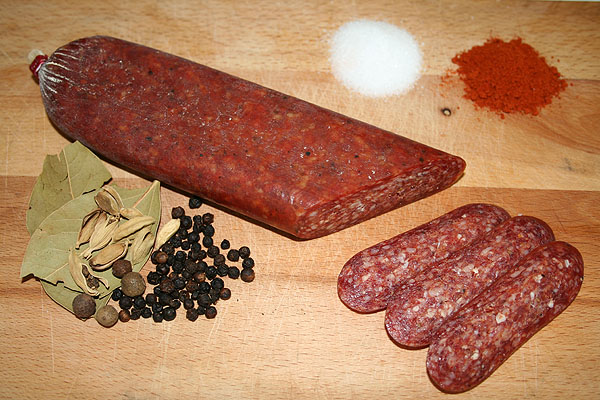
Lukanka

Lukanka (Bulgaars: Луканка) is een Bulgaarse (soms pittige) salami die uniek is voor de Bulgaarse keuken. Het is vergelijkbaar met sujuk, maar vaak sterker van smaak. Lukanka is halfgedroogd, heeft een afgeplatte cilindrische vorm en een bruinrode binnenkant in een huid die normaal is bedekt met een witte schimmel. De mix van kleine stukjes vlees en vet geeft de worst een korrelige structuur.
Traditioneel wordt lukanka salami gemaakt van varkensvlees, kalfsvlees en kruiden (zwarte peper, komijn, zout), tezamen gemalen en gevuld in een omhulsel van gedroogde koedarmen. Na het vullen wordt de cilindrische salami ongeveer 40 tot 50 dagen op een goed geventileerde locatie gedroogd. Tijdens het drogen wordt de worst geperst om zijn typische platte vorm te krijgen. Lukanka wordt meestal fijn gesneden en koud geserveerd als voorgerecht.
De smaakkwaliteiten van de lukanka zijn afhankelijk van de natuurlijke kenmerken van de regio waarin deze wordt geproduceerd en worden gevormd onder invloed van de typische microflora van de lokale geografische omgeving. Er zijn verschillende regio's in Bulgarije die bekend staan om de productie van lukanka. De meeste hiervan bevinden zich in centraal Bulgarije, aan de voet van het Balkan-gebergte, met name de regio's Smyadovo, Panagyurishte en Karlovo . "Karlovska lukanka" is een naam die op lokaal niveau wordt beschermd door het Octrooibureau van de Republiek Bulgarije voor lukanka uit de regio Karlovo. De "Lukanka panagyurska" uit Panagyurishte heeft voor de hele EU een gegarandeerde traditionele specialiteit (TGI) verkregen.